# Тоцкий, Василий Максимович
Василий Максимович Тоцкий (30 января [11 февраля] 1886, Лебедин, Харьковская губерния — 1966, Симферополь) — советский украинский учёный-медик, хирург и анатом; доктор медицинских наук, профессор.
Автор ряда научных работ.

## Биография
Родился 30 января (12 февраля по новому стилю) 1886 года в городе Лебедин Харьковской губернии в семье служащего.
Получив среднее образование, в 1904 году поступил на медицинский факультет Императорского Харьковского университета (ныне Харьковский национальный университет имени В. Н. Каразина), который с отличием окончил в 1910 году, получив звание лекаря по специальности «хирургия». В этом же году был зачислен ординатором в харьковскую больницу — клинику факультетской хирургии профессора Л. В. Орлова.
После завершения трехгодичной ординатуры, в 1913 году Василий Тоцкий работал ассистентом клиники факультетской хирургии Женского медицинского института харьковского медицинского общества; с 1914 года одновременно по совместительству работал — младшим врачом 29-го и 31-го запасных пехотных полков, а позже — ординатором 42-го и 20-го полевых госпиталей. Принимал участие в Первой мировой войне, получил чин бригадного врача.
В 1918 году Василий Максимович был избран на должность старшего ассистента кафедры топографической анатомии и оперативной хирургии медицинского факультета Таврического университета и переехал в Симферополь. В годы Гражданской войны и разрухи одновременно работал врачом-хирургом в городской центральной поликлинике, а с 1924 по 1931 год был хирургом-экспертом Врачебно-трудовой экспертной комиссии при Наркомздраве Крыма. В 1921 году защитил докторскую диссертацию на тему «Спондилит, как осложнение брюшного, возвратного и сыпного тифов».
С 1925 года, когда Крымский университет стал Крымским педагогическим институтом, Василий Максимович Тоцкий работал ординатором в хирургическом отделении 1-й Советской больницы. С 1931 года работал в Крымском медицинском институте (ныне Медицинская академия имени С. И. Георгиевского): в 1933—1964 годах — заведующий кафедрой топографической анатомии и оперативной хирургии; в 1936—1960 годах — декан лечебного факультета. Также преподавал в Таврическом национальном университете. С началом Великой Отечественной войны В. М. Тоцкий вместе с ректоратом возглавили и организовали эвакуацию Крымского медицинского института на Северный Кавказ.
Умер в 1966 году в Симферополе.
Был награждён орденом Трудового Красного Знамени и медалями, удостоен нагрудного знака «Отличник здравоохранения».